# Klenik (Pivka, Slovenija)
Klenik je naselje u slovenskoj Općini Pivki. Klenik se nalazi u pokrajini Notranjskoj i statističkoj regiji Notranjsko-kraškoj. 

## Stanovništvo
Prema popisu stanovništva iz 2002. godine naselje je imalo 188 stanovnika.